# Newchurch and Merthyr
Newchurch and Merthyr (en anglais) ou Llannewydd a Merthyr (en gallois) est une communauté du Carmarthenshire, au pays de Galles.
Comme son nom l'indique, elle se compose des villages de Newchurch / Llannewydd (en) et Merthyr (cy). 
Au recensement de 2011, elle comptait 676 habitants.